# Justyna Kaczkowska
Justyna Kaczkowska (Jaworze, 7 oktober 1997) is een Pools voormalig baanwielrenster.

## Carrière
De Poolse Kaczkowska reed als professioneel baanwielrenster tussen 2015 en 2019. In deze jaren won ze vooral medailles op de (ploegen)achtervolging. Op de nationale kampioenschappen werd ze tussen 2017 en 2019 kampioen op de achtervolging en eindigde in die drie jaren tevens op het podium bij de koppelkoers. Op de EK won ze in 2016 en 2017 zilver op de achtervolging, in 2018 moest ze het doen met een bronzen medaille. In 2016 reed ze de ploegenachtervolging op de EK met Katarzyna Pawlowska, Daria Pikulik en Nikol Plosaj. De vier Poolse dames reden naar een zilveren medaille, achter de Italiaanse delegatie. Op de WK was Kaczkowska net als op de EK viermaal aanwezig, tussen de jaren 2016 en 2019. Op de WK was haar beste uitslag een vijfde plaats op de achtervolging in 2018. Kaczkowska liet zich in haar korte carrière ook zien op de Olympische Zomerspelen 2016 in Rio de Janeiro, waar ze de ploegenachtervolging reed samen met Edyta Jasińska, Natalia Rutkowska en Pikulik. De ploeg waar Kaczkowska onderdeel van uitmaakte kwam niet verder dan een achtste plaats. Drie jaar later, in 2019, reed Kaczkowska met de Poolse ploeg naar een bronzen medaille op de Europese Spelen in Minsk.

## Palmares
| Jaar        | PK                                                            | EK                                                | WK                                                    | Overige                                                                 |
| Als juniore | Als juniore                                                   | Als juniore                                       | Als juniore                                           | Als juniore                                                             |
| ----------- | ------------------------------------------------------------- | ------------------------------------------------- | ----------------------------------------------------- | ----------------------------------------------------------------------- |
| 2014        |                                                               | achtervolging                                     |                                                       |                                                                         |
| 2015        |                                                               | achtervolging · ploegenachtervolging              |                                                       |                                                                         |
| Als belofte |                                                               |                                                   |                                                       |                                                                         |
| 2016        |                                                               | achtervolging · ploegenachtervolging              |                                                       |                                                                         |
| 2017        |                                                               | achtervolging · ploegenachtervolging · 6e scratch |                                                       |                                                                         |
| Als elite   |                                                               |                                                   |                                                       |                                                                         |
| 2015        | 4e achtervolging 4e scratch                                   |                                                   |                                                       |                                                                         |
| 2016        |                                                               | achtervolging · ploegenachtervolging              | 7e ploegenachtervolging                               | Olympische Spelen: 8e ploegenachtervolging                              |
| 2017        | achtervolging · koppelkoers · scratch · 5e keirin · 5e omnium | achtervolging · ploegenachtervolging              | 8e ploegenachtervolging 11e achtervolging 19e scratch | WB Pruszków: · achtervolging · scratch                                  |
| 2018        | achtervolging · koppelkoers · 8e puntenkoers                  | achtervolging · 4e ploegenachtervolging           | 5e achtervolging 8e ploegenachtervolging 13e scratch  |                                                                         |
| 2019        | achtervolging · koppelkoers · 9e scratch                      | 6e ploegenachtervolging                           | 9e achtervolging 13e ploegenachtervolging             | Europese Spelen: · ploegenachtervolging · 4e scratch · 6e achtervolging |